# Nadège Abomangoli

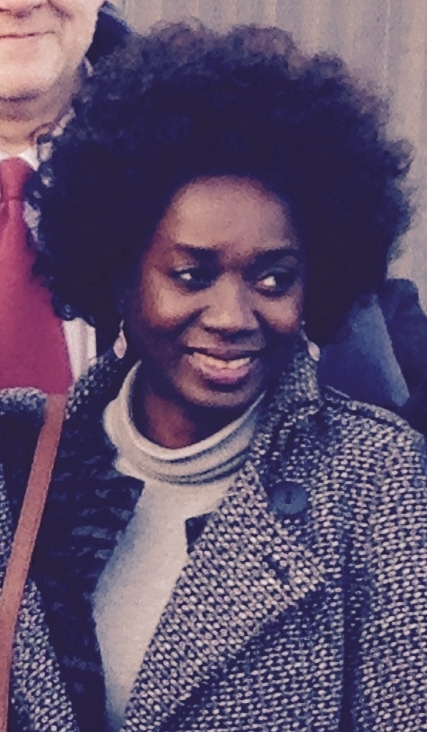
Nadège Abomangoli bei der Einweihung einer Schule 2015, Ausschnitt

Nadège Abomangoli (geboren am 15. September 1975 in Brazzaville, Republik Kongo) ist eine französische Politikerin, Mitglied in der Partei La France insoumise und Parlamentsabgeordnete für den Wahlkreis Seine-Saint-Denis X.

## Leben
Abomangoli wuchs in Épinay-sur-Seine im Département Seine-Saint-Denis auf. Sie engagierte sich zunächst bei SOS Racisme und trat 2006 der sozialistischen Partei bei. Sie schloss ihr Studium am Institut d’études politiques de Paris mit dem Diplom ab. Sie arbeitet sie als leitende Angestellte im öffentlichen Dienst der Stadt Paris.
2010 wurde sie in den Regionalrat der Region Île-de-France gewählt. Dieses Amt übte sie bis 2015 aus. Sie hatte den Vorsitz des Ausschusses für Sport und Freizeit inne. Im März 2014 war sie Zweite auf der Liste der PS bei den Kommunalwahlen in Villetaneuse. Im Jahr 2015 wurde sie zusammen mit Michel Fourcade zur Départementsrätin des Kantons Épinay-sur-Seine gewählt. Von 2015 bis 2021 war sie Vizepräsidentin des Départementsrats von Seine-Saint-Denis und zuständig für Wohnungspolitik und Sicherheit. 2019 verließ sie die Sozialistische Partei und schloss sich La France Insoumise an.
Im ersten Wahlgang gewann die von Bertrand Kern (PS – EÉLV – PRG – GRS – PP) angeführte Liste die Kommunalwahlen in Pantin mit 57,60 %, die Liste von Nadège Abomangoli erhielt 18,81 % und 4 Sitze in der Opposition.
Bei den Départementswahlen 2021 erzielten Nadège Abomangoli und Samir Amziane für LFI im Kanton Pantin im ersten Wahlgang 23,69 % der Stimmen. Zum zweiten Wahlgang traten sie nicht mehr an, da Mathieu Monot und Nadia Azoug (PS-EELV) deutlich mehr Stimmen erhalten hatten.
Abomangoli wurde bei der Parlamentswahl 2022 vom Wahlbündnis NUPES im Wahlkreis Seine-Saint-Denis X  gegen den bisherigen LR-Abgeordneten Alain Ramadier aufgestellt. Im ersten Wahlgang lag sie mit 39,71 % der Stimmen gegenüber 20,07 % von Ramadier vorn; sie gewann dann im zweiten Wahlgang gegen ihn mit 14.228 Stimmen, was 55,53 % der abgegebenen Stimmen entsprach. Seit 2022 sitzt sie im Parlament der NATO. Bei der vorgezogenen Parlamentswahl von 2024 wurde sie in der ersten Runde mit über 52 % der Stimmen wiedergewählt.